# Exit Through the Kwik-E-Mart
Exit Through the Kwik-E-Mart —titulado Salida por el Kwik-E-Mart en Hispanoamérica y Salida por el badulaque en España— es el decimoquinto episodio de la vigesimotercera temporada de la serie de animación Los Simpson, transmitida originalmente por la cadena Fox en los Estados Unidos el 4 de marzo de 2012. En el episodio, Bart es castigado por Homer tras causar problemas en el cumpleaños de Marge. Consigue vengarse de su padre con imágenes en pintura de aerosol de él con la palabra «estúpido» por todo Springfield. El artista callejero Shepard Fairey encuentra a Bart una noche y le ofrece una exposición de sus obras de arte. Sin embargo, el jefe Wiggum aparece repentinamente durante la exposición y arresta a Bart por cubrir la ciudad de grafitis, tras ser informado por Fairey, que resultó ser un oficial encubierto de Wiggum.
El episodio hace referencia al documental de arte urbano Exit Through the Gift Shop (2010) del grafitero Banksy, y cuenta con las apariciones de los artistas callejeros Ron English, Kenny Scharf y Robbie Conal como ellos mismos. Fairey, que es un seguidor de hace mucho tiempo de Los Simpson, también fue la estrella invitada en el episodio interpretándose a sí mismo. Alrededor de 5,09 millones de espectadores estadounidenses vieron el episodio durante su emisión original. Desde entonces, el episodio recibió elogios de los críticos de la televisión por su secuencia de apertura, que parodia la secuencia inicial de la serie de televisión de fantasía medieval Game of Thrones.

## Sinopsis
Como un regalo de cumpleaños para Marge, Homer compra un procesador de alimentos diseñado por la chef de televisión Paula Paul. Él va a una tienda de alimentos saludables llamado Swapper Jack para que Paula, donde está regalando autógrafos, le firme el procesador. Homer está impresionado por la tienda y dice que no comprará más en el Kwik-E-Mart. Apu, que está allí para espiar, escucha a Homer y ambos participan en una pelea hasta que los guardias de seguridad agarran a Apu y lo llevan lejos. En la firma, Homer le dice a Paula que Marge es una gran admiradora suya, por lo que decide llamarla en directo durante su próximo programa para desearle un feliz cumpleaños. Mientras tanto, Bart le consigue a su madre un conejo. Este mastica a través de las líneas de teléfono en la casa de los Simpson, causando que Marge pierda la llamada de Paula. Paul se pone furiosa con Marge por no contestar el teléfono mientras la avergonzaba en su programa. Homer castiga a Bart encerrándolo en la jaula del conejo.
Para vengarse de Homer, Bart va alrededor de Springfield pintando con aerosol grafitis del rostro de Homer y la palabra «estúpido». Cuando su obra aparece en las noticias, anima a Bart a crear grafitis aún más en la ciudad. Los artistas callejeros Shepard Fairey, Ron English, Kenny Scharf y Robbie Conal lo encuentran una noche cuando él está haciendo algunos grafitis. Los cuatro le dicen que están impresionados por su trabajo y desean mostrar su arte en una exposición, a lo que Bart está de acuerdo. Mientras tanto, el Kwik-E-Mart sufre debido a la competencia de Swapper Jack. Apu termina por intentar robar el Swapper Jack en una medida desesperada, pero el cajero le convence de entregar el arma. Posteriormente, Apu está a punto de cerrar el Kwik-E-Mart cuando su esposa Manjula le dice que Swapper Jack está cerrando porque se descubrió que vendían carne de mono, importada de Brasil, haciéndola pasar como pollo.
Inicialmente, Homer se niega a asistir a la exposición de Bart porque descubre que la obra de arte es un insulto a él, pero cambia de idea después de que Bart se disculpa y escribe «lo siento» en el capó del auto de Homer. Allí, el jefe Wiggum y el Departamento de Policía de Springfield aparecen de repente para arrestar a Bart por hacer grafitis por toda la ciudad. Se revela que la exposición es una farsa y que Fairey es un oficial encubierto que ayudó a la policía a identificar a Bart como el grafitero que había pintado Springfield. Puesto que Bart es solo un niño, no es enviado a la cárcel. Por el contrario, es castigado una vez más siendo encerrado en la jaula del conejo. Cuando Bart dice a Wiggum que tiene que ir al baño, cubre la jaula con la manta y se da cuenta de que Bart se había ido cuando quita la manta de la jaula.

## Producción

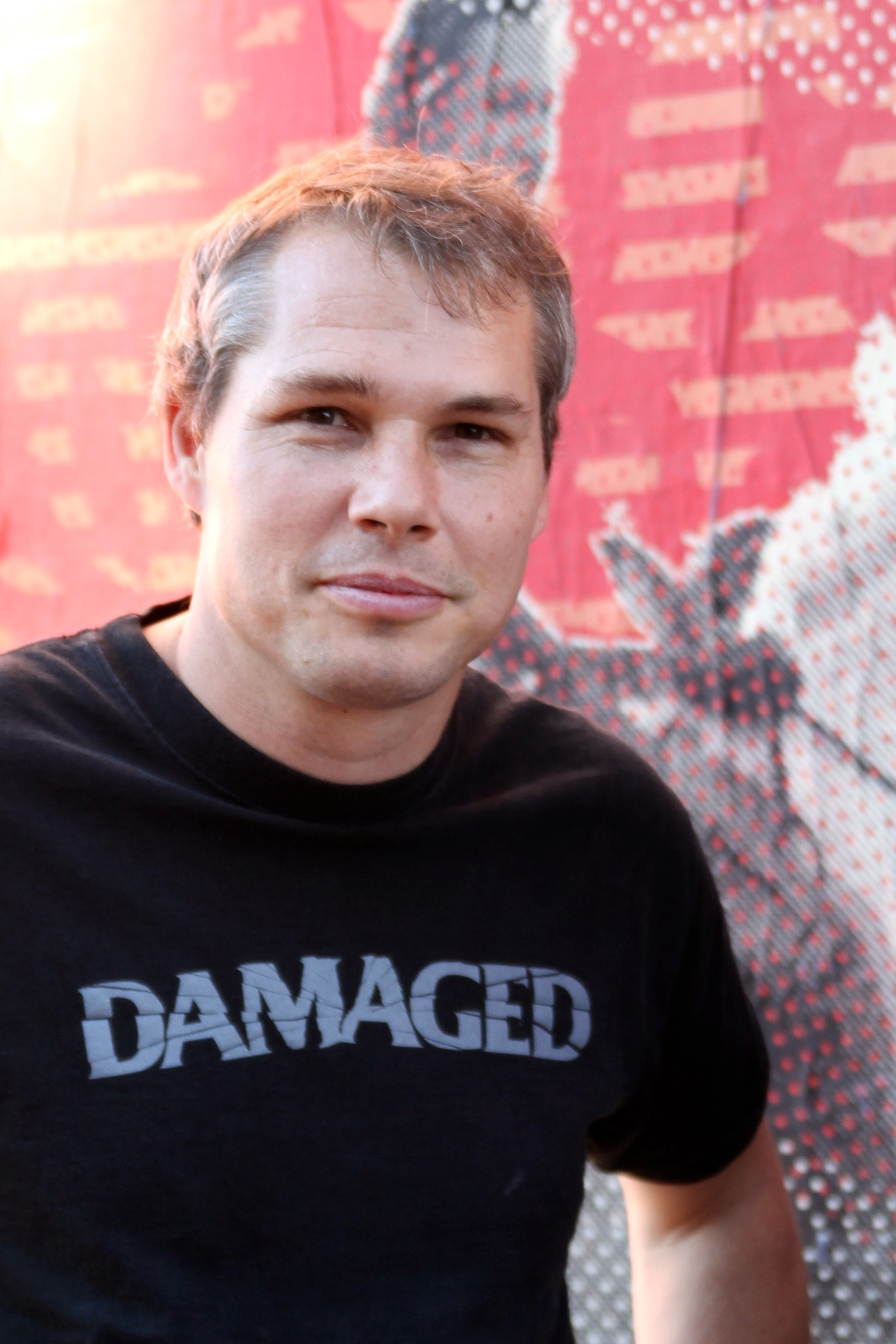
El artista Shepard Fairey, un seguidor de Los Simpsons, protagonizó el episodio como sí mismo.

Exit Through the Kwik-E-Mart fue escrito por Marc Wilmore y dirigido por Steven Dean Moore como parte de la vigesimotercera temporada de Los Simpsons (2011–12). Parodia el estatus del debate del artista callejero como una verdadera obra de arte. El título es una referencia a Exit Through the Gift Shop (2010), un documental del arte urbano del grafitero Banksy, quien produjo la secuencia inicial de un episodio de Los Simpson anterior titulado MoneyBART (2010). La canción de Richard Hawley «Tonight The Streets Are Ours», que es el tema de Exit Through the Gift Shop, está incluida en el episodio durante un montaje de Bart pintando grafitis en Springfield. Hayden Childs de The A.V. Club señaló en su reseña de Exit Through the Kwik-E-Mart que la «demostración de  que la exposición era un engaño de la policía dio al programa un momento para bromear sobre el tema del mercado antiarte de Exit Through The Gift Shop. Wiggum pregunta quien sería tan estúpido para pagar por el trabajo que un aficionado pone gratis en público, y la respuesta es, como en la película de Banksy, los muy ricos, representados por el Sr. Burns».
El artista callejero estadounidense Fairey fue la estrella invitada del episodio interpretándose a sí mismo. El grafiti con el rostro de Homer y la palabra «estúpido» que Bart creó en el episodio es una referencia al cartel «Hope» de Barack Obama de Fairey y su imagen OBEY gigante. Fairey ha dicho que Los Simpson ha sido uno de sus programas de televisión favoritos desde principios de la década de 1990 debido a su «mezcla de humor y crítica social», y se sentía «profundamente honrado» de ser incluido en un episodio. Fairey escribió en su sitio web que «parte de ser en Los Simpson, es que estás siendo honrado como punto de referencia en la cultura». Describió a la trama del episodio como «grande», y agregó que los miembros del personal del programa «fueron lo suficientemente amables para disfrutar de un par de mis sugerencias de diálogos diseñados para hacer el comentario social más acentuado (a pesar de que tuve que burlarme de mí mismo para hacerlo)». Esta fue la primera actuación de Fairey. Los artistas callejeros English, Scharf y Conal también fueron las estrellas invitadas en el episodio como ellos mismos.
La tradicional secuencia de apertura de Los Simpson fue reemplazada en este episodio con una versión rediseñada que parodia la secuencia inicial de la serie de fantasía medieval de HBO Game of Thrones. La apertura de Game of Thrones muestra los distintos lugares destacados en la serie en un mapa tridimensional del continente ficticio Poniente. En la apertura de Los Simpson, estas ubicaciones se sustituyeron con lugares de Springfield, y El Muro fue reemplazada con el sofá de la familia Simpson. Alf Clausen, el compositor de Los Simpson, arregló el tema de la secuencia de apertura que aparece en Game of Thrones, como así también fue utilizado en la de Los Simpson. Nicholas McKaig, conocido por subir versiones a capela de canciones famosas en YouTube, realizó el tema de Los Simpson sobre los créditos finales de Exit Through the Kwik-E-Mart. Fue reclutado después de que un miembro del personal del programa vio su versión del tema en YouTube.

## Recepción

### Audiencia
Exit Through the Kwik-E-Mart salió al aire originalmente por la cadena Fox en los Estados Unidos el 4 de marzo de 2012. Fue visto por aproximadamente 5,09 millones de espectadores estadounidenses durante esa emisión, y recibió una cuota de pantalla del 2,5 en la franja demográfica de 18 a 49 años, y un siete por ciento de participación. Esto fue una leve disminución desde el episodio anterior, At Long Last Leave, pues ha sido visto por 5,17 millones de personas. El episodio se convirtió en la segunda emisión de mayor audiencia para el grupo de Fox Animation Domination esa noche en términos tanto de televidentes y en el grupo demográfico de 18 a 49. Tuvo más audiencia que los nuevos episodios de American Dad, Napoleon Dynamite y The Cleveland Show, pero fue menos visto que Padre de familia, que recibió un rating del 2,8 y fue visto por 5,33 millones de personas. Para la semana del 27 de febrero al 4 de marzo de 2012, Exit Through the Kwik-E-Mart se situó en el puesto número diecisiete de las transmisiones con mayor audiencia en el horario central en el grupo demográfico de 18 a 49, y sexto en las transmisiones del horario central de Fox.

### Crítica
Escribiendo para The A.V. Club, el crítico de televisión Hayden Childs le dio una calificación de «B» y comentó que Exit Through the Kwik-E-Mart era «algo divertido y mucho más coherente que muchos episodios recientes, pero la sátira es relativamente suave. El episodio se corta un poco mientras busca un final dulce, pero de otra manera es suficientemente sólido». Los críticos elogiaron la secuencia de apertura que parodia Game of Thrones. Tim Surette de TV.com lo llamó «un minuto de genialidad», y Brandon Freeberg de MTV escribió: «Felicitaciones por orden a Matt Groening y su personal por golpear realmente esto fuera del parque». Jenna Busch de Zap2it y Kelly West de Cinema Blend, ambas seguidoras de Game of Thrones, llamaron a la apertura «lo mejor en la historia de la serie». Eric Goldman de IGN comentó: «Ah, Los Simpson. Siempre allí para nosotros con parodias ingeniosas/amorosas de algo que todos amamos. Tal fue el caso de anoche, cuando la serie animada abrió con una secuencia de apertura épica que nos dio la versión inspirada de Springfield de los fantásticos créditos de Game of Thrones».